# 上総富士ゴルフクラブ
上総富士ゴルフクラブ（かずさふじゴルフクラブ）は、千葉県君津市にあるゴルフ場。

## 概要
- 千葉県君津市大坂富士山1639
- 開場は昭和47年7月10日。
- 経営は上総開発株式会社。
- コースは全27H・Par108・総ヤード9,801y。

## その他
- ゴルフ場は富士山（大坂富士）に広がっていることから、「上総富士ゴルフクラブ」の名前の由来になった。敷地内にある標高285mの富士山山頂には浅間神社が鎮座している。